# Paramorsimus fruhstorferi
Paramorsimus fruhstorferi är en insektsart som beskrevs av Max Beier 1954. Paramorsimus fruhstorferi ingår i släktet Paramorsimus och familjen vårtbitare. Inga underarter finns listade i Catalogue of Life.